# Лом-Черковна
Лом-Черковна (болг. Лом Черковна) — село в Болгарии. Находится в Русенской области, входит в общину Бяла. Население составляет 437 человек.

## Политическая ситуация
В местном кметстве Лом-Черковна, в состав которого входит Лом-Черковна, должность кмета (старосты) исполняет Бистра  Пейчева Богданова (Граждане за европейское развитие Болгарии (ГЕРБ)) по результатам выборов правления кметства.
Кмет (мэр) общины Бяла — Юрий Петков Симеонов (Гражданский союз за новую Болгарию) по результатам выборов в правление общины.